# Brachybaenus panamensis
Brachybaenus panamensis är en insektsart som först beskrevs av Kirby, W.F. 1906.  Brachybaenus panamensis ingår i släktet Brachybaenus och familjen Gryllacrididae. Inga underarter finns listade i Catalogue of Life.